# Giuseppe Bonardi
Giuseppe Bonardi (Siviano, 19 ottobre 1836 – Iseo, 22 agosto 1898) è stato un patriota e politico italiano, sindaco di Brescia.

## Biografia
Figlio primogenito di Gianmaria Bonardi e Angelina Sedaboni, nacque a Siviano, dove la famiglia era solita soggiornare. Dopo la morte del padre (1858) e della madre (1859) resse le sorti della famiglia, composta da ben quattordici fratelli tra i quali si annoverano:
- Carlo, caduto nella battaglia di Calatafimi;
- Eugenio, segretario di Giuseppe Zanardelli e fondatore del quotidiano La Provincia di Brescia;
- Massimo, deputato alla Camera dal 1882 al 1905;
- Pietro, sindaco di Iseo dal 1892 al 1903;
- Silvio, combattente nel 2º Reggimento Volontari Italiani durante la terza guerra d'indipendenza.

Durante la seconda guerra d'indipendenza divenne prosindaco ad Iseo ed accolse Giuseppe Zanardelli giunto in paese da Sarnico dopo essere rientrato dall'esilio svizzero. In seguito si sarebbe legato a Zanardelli, a Cuzzetti e al gruppo della sinistra storica bresciana. Nel 1869 sposò Caterina Zuccoli e si trasferì a Brescia dove cinque anni più tardi fu eletto consigliere comunale.
Dal 1869 al 1875 fu eletto alla presidenza delle Opere Pie di Iseo e dal 1873 al 1889 divenne presidente dell'Orfanotrofio femminile di Brescia. Dal 1883 al 1892 fu consigliere d'amministrazione della Banca Popolare di Brescia.
Nel 1875 entrò a far parte della giunta guidata dal liberale moderato Giovan Battista Formentini, quando iniziò ad essere appoggiata anche dai liberali zanardelliani. Operò come sindaco facente funzione per alcuni mesi del 1880, dopo che Formentini si dimise per motivi di salute. Dopo le elezioni comunali generali del 12 settembre divenne assessore nella giunta di Antonio Barbieri, ma non a quella del suo successore Finadri. A causa delle dimissioni di quest'ultima per divergenze con il consiglio sul tema del bilancio consuntivo, il 7 settembre 1883 venne eletta una nuova giunta nella quale Bonardi divenne assessore; quattro giorni dopo fu nominato Sindaco dal Re Umberto I. La sua giunta portò a compimento il progetto, voluto dall'assessore all'istruzione Teodoro Pertusati, di costruire delle case popolari a favore degli operai che si stavano stabilendo in città. Alle elezioni parziali del 13 luglio 1884 due assessori della sua giunta, Finadri e Pertusati, non riuscirono ad essere rieletti in consiglio per cui Bonardi decise di dimettersi dall'incarico. Le elezioni generali comunali che si tennero il 28 giugno seguente furono vinte dalla compagine zanardelliana che, grazie alla legge elettorale del tempo, ottenne tutti i quaranta seggi del consiglio comunale. Bonardi venne eletto assessore nella giunta che si insediò il 4 luglio ed operò come Sindaco facente funzione fino alla sua effettiva nomina regia, avvenuta il 23 marzo 1886.
In attuazione del decreto 5921/1889, la carica di sindaco divenne elettiva e il consiglio comunale venne sciolto. A Brescia le nuove elezioni generali si tennero il 10 novembre e videro una nuova conferma degli zanardelliani. Il 18 novembre si tenne la prima seduta del nuovo consiglio e Bonardi divenne il primo sindaco eletto dallo stesso con 40 voti su 60. La sua giunta si caratterizzò per alcune aperture alla classe operaia: nel 1892 deliberò un sussidio alla nascente Camera del Lavoro.
Il consiglio gli confermò la fiducia dopo le elezioni comunali generali del 1891 e dopo quelle parziali del 1893. Alle elezioni generali del 5 maggio 1895, gli zanardelliani furono sconfitti da un'alleanza tra i liberali moderati e i cattolici. L'11 maggio Bonardi rassegnò le dimissioni di fronte al nuovo consiglio.
Morì dopo una lunga malattia il 22 agosto 1898, ad Iseo.